# Xanthia semiconfluens
Xanthia semiconfluens är en fjärilsart som beskrevs av van de Pol 1963. Xanthia semiconfluens ingår i släktet Xanthia och familjen nattflyn. Inga underarter finns listade i Catalogue of Life.